# Kinloss Home Farm
Die Kinloss Home Farm ist ein Gehöft in der schottischen Ortschaft Kinloss in der Council Area Moray. Es grenzt direkt westlich an die Ruinen der Kinloss Abbey an. Das Gesamtgehöft ist architekturhistorisch nicht von Bedeutung. Seine Scheune ist hingegen in den schottischen Denkmallisten als Denkmal der höchsten Kategorie A klassifiziert. Die Stallungen sind zudem als Kategorie-B-Bauwerk eingestuft.

## Scheune
Nach der schottischen Reformation fielen die Ländereien der Kinloss Abbey an die Brodies of Lethen. Das Steinmaterial des Klosters wurde im Laufe der Zeit weitgehend abgetragen und zum Bau neuer Gebäude eingesetzt. Eine Eintragung aus dem Jahre 1798 belegt, dass Alexander Brodie einige Jahre zuvor Steine zum Bau einer Scheune der „Abbey Farm“ genutzt hatte. Da die an die Klosterruine angrenzende Scheune der Kinloss Home Farm auf diesen Zeitraum datiert wird, wird vermutet, dass es sich dabei um dieses Gebäude handelt. Es wird des Weiteren vermutet, dass die Scheune einst das Mittelstück eines U-förmigen Gebäudekomplexes bildete.
Das Mauerwerk des länglichen Gebäudes besteht aus grob behauenem Bruchstein und weist Reste eines Harl-Putzes auf. Seine westexponierte Hauptfassade ist ebenso wie die rückwärtige Fassade sieben Achsen weit. An der Rückseite ist mittig ein weites Segmentbogentor eingelassen. Das zweiflüglige Portal wurde erst später hinzugefügt. Zur Beleuchtung sind schmale Fenster und schmale Oberlichter unterhalb der Traufe eingelassen. Auf der Mittelachse der Hauptfassade befindet sich eine schlichte Eingangstüre. An der nördlichen Giebelseite wurde später eine Außentreppe hinzugefügt, die zu einer Türe im Giebel führt. Das Satteldach ist mit lokalem Schiefer eingedeckt.

## Stallung
Der längliche Bau entstand im Laufe der 1860er Jahre. Entlang der sieben Achsen weiten, westexponierten Hauptfassade wurde behauener Bruchstein verbaut, während die übrigen Fassaden aus Bruchstein bestehen, der teils mit Harl verputzt ist. Mittig tritt an der Hauptfassade ein Risalit leicht heraus. Dort führt ein rundbogiger Torweg auf den Innenhof des Komplexes. Sein Schlussstein ist mit einem Bullenkopf ornamentiert. Entlang der Fassaden sind Fenster unterschiedlicher Formate sowie mehrere Türen eingelassen. Die Kreuzgiebel der Seitenfassaden sind mit Lünettfenstern ausgeführt. Die Dächer sind mit Schiefer eingedeckt.